# Vlag van Sealand

Vlag van Sealand

De vlag van Sealand, een niet-erkende micronatie in de Noordzee, bestaat uit een rode driehoek, gescheiden van een zwarte driehoek door een diagonale witte streep. De vlag werd in gebruik genomen op 2 september 1967, ontworpen door Roy Bates.
Het rood staat voor Paddy Roy Bates, de oprichter en eerste 'heerser' van de micronatie. Het wit staat voor de waarden van deugdzaamheid en zuiverheid die werden omarmd door de prinsen van Sealand. Het Zwart tenslotte vertegenwoordigt de periode waarin Roy Bates het piratenradiostation runde, wat hem ertoe bracht de micronatie op te richten.